# Edwin Escobar Hill
Edwin Felipe Escobar Hill (Villa Nueva, 19 luglio 1969) è un politico guatemalteco.
È sindaco della città di Villa Nueva dal 15 gennaio 2012.
Preside della Facoltà di Ingegneria dell'Università Rafael Landívar dal 2002 al 2005, dove ha fondato il TEC Landívar, un insieme di 42 laboratori per studenti di diverse facoltà dell'Università Rafael Landívar in Guatemala.
Candidato alla presidenza del Guatemala dal marzo 2019.